# Mohsin Harthi
Mohsin Harthi (arab. محسن حارثي; ur. 17 lipca 1976 roku) – saudyjski piłkarz występujący na pozycji obrońcy. Obecnie gra w Ohod Madina.

## Kariera klubowa
Mohsin Harthi zawodową karierę rozpoczynał w 1998 roku w zespole Al-Nasr. W debiutanckim sezonie zajął z nim piąte miejsce w saudyjskiej ekstraklasie. Przez cztery sezony spędzone w Al-Nasr Harthi nie odnosił żadnych sukcesów. Jego największym osiągnięciem było zajęcie trzeciej lokaty w ligowej tabeli w latach 2001, 2002 oraz 2003. Sezon 2006/2007 saudyjski piłkarz spędził w zespole Feiha'a. Latem 2007 roku zdecydował się podpisać kontrakt z Ohod Madina.

## Kariera reprezentacyjna
W 2002 roku Nasser Al-Johar powołał Harthiego do 23-osobowej kadry reprezentacji Arabii Saudyjskiej na Mistrzostwa Świata. Na boiskach Korei Południowej i Japonii Saudyjczycy nie zdobyli ani jednego punktu i odpadli już w rundzie grupowej. Na turnieju tym Harthi pełnił rolę rezerwowego i nie wystąpił w żadnym z pojedynków. Łącznie dla drużyny narodowej zaliczył 20 występów i zdobył dwie bramki.